# Лісова Алея (заказник)
Лісова́ Але́я — ботанічний заказник місцевого значення в Україні. Об'єкт природно-заповідного фонду Волинської області.
Розташований у межах Ківерцівського району Волинської області, неподалік від села Ромашківка, вздовж автошляху Н22 Устилуг — Луцьк — Рівне. 
Площа 110,4 га. Статус надано згідно з розпорядженням облради від 03.03.1993 року № 18р. Перебуває у віданні ДП «Цуманське ЛГ» (Мощаницьке л-во), кв. 46, вид. 10, 11, 14-19; кв. 50, вид. 2, 4-16, 20, 21-26, 28, 32, 33, 35, 37-41; кв. 51, вид. 1, 3, 5, 6, 8, 9, 17-23.
Статус надано для збереження дубово-соснових насаджень віком понад 100 років. У складі лісів переважають насадження дуба черещатого і сосни звичайної з густим підліском ліщини, крушини, бузини, акації білої, конвалії травневої, фіалки триколірної, горицвіту та інших. Зустрічаються вовчі ягоди пахучі, хвощ великий, цибуля ведмежа - занесені до Червоної книги України.
Інколи заказник потерпає від несанкціонованих рубок.

## Галерея

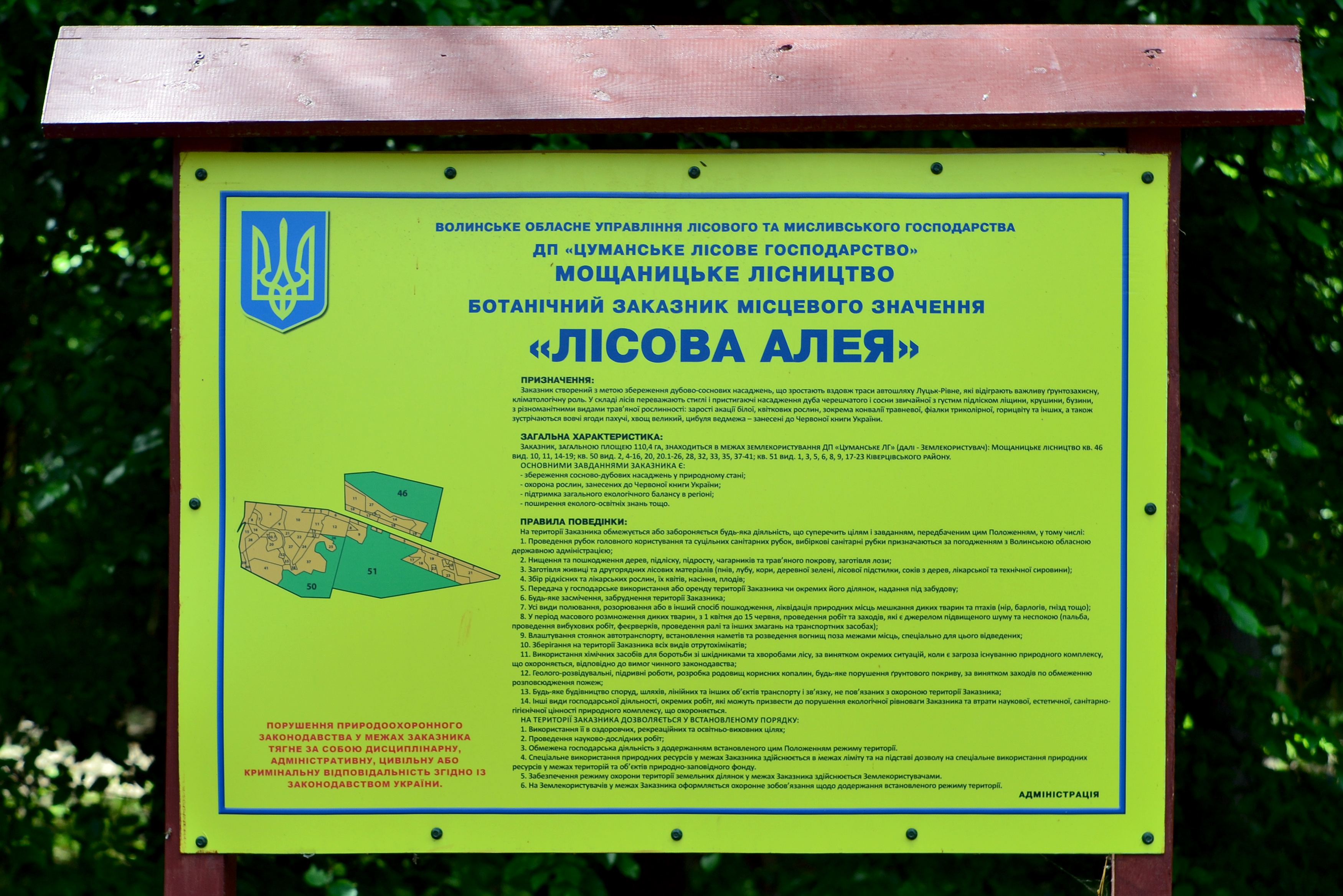
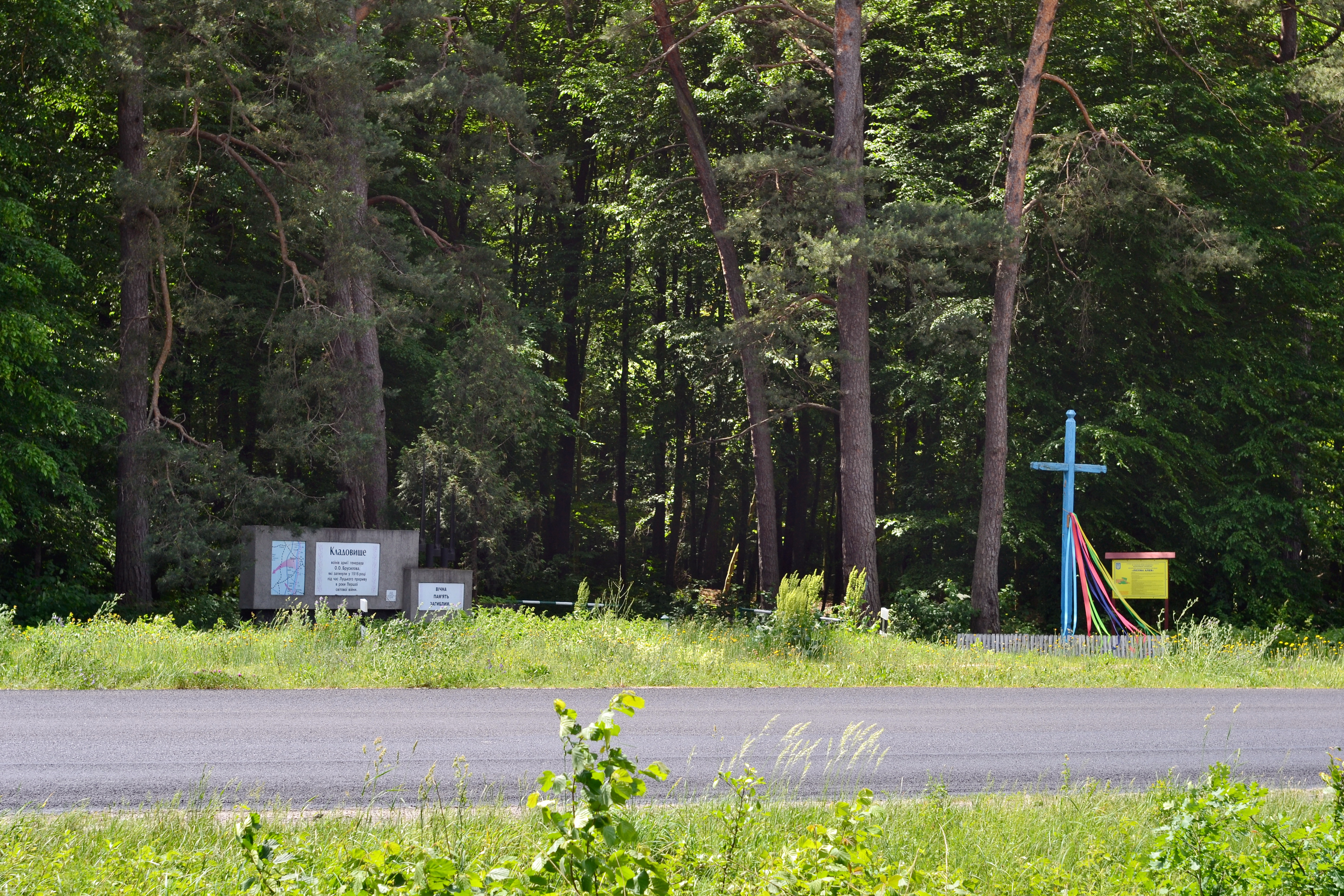
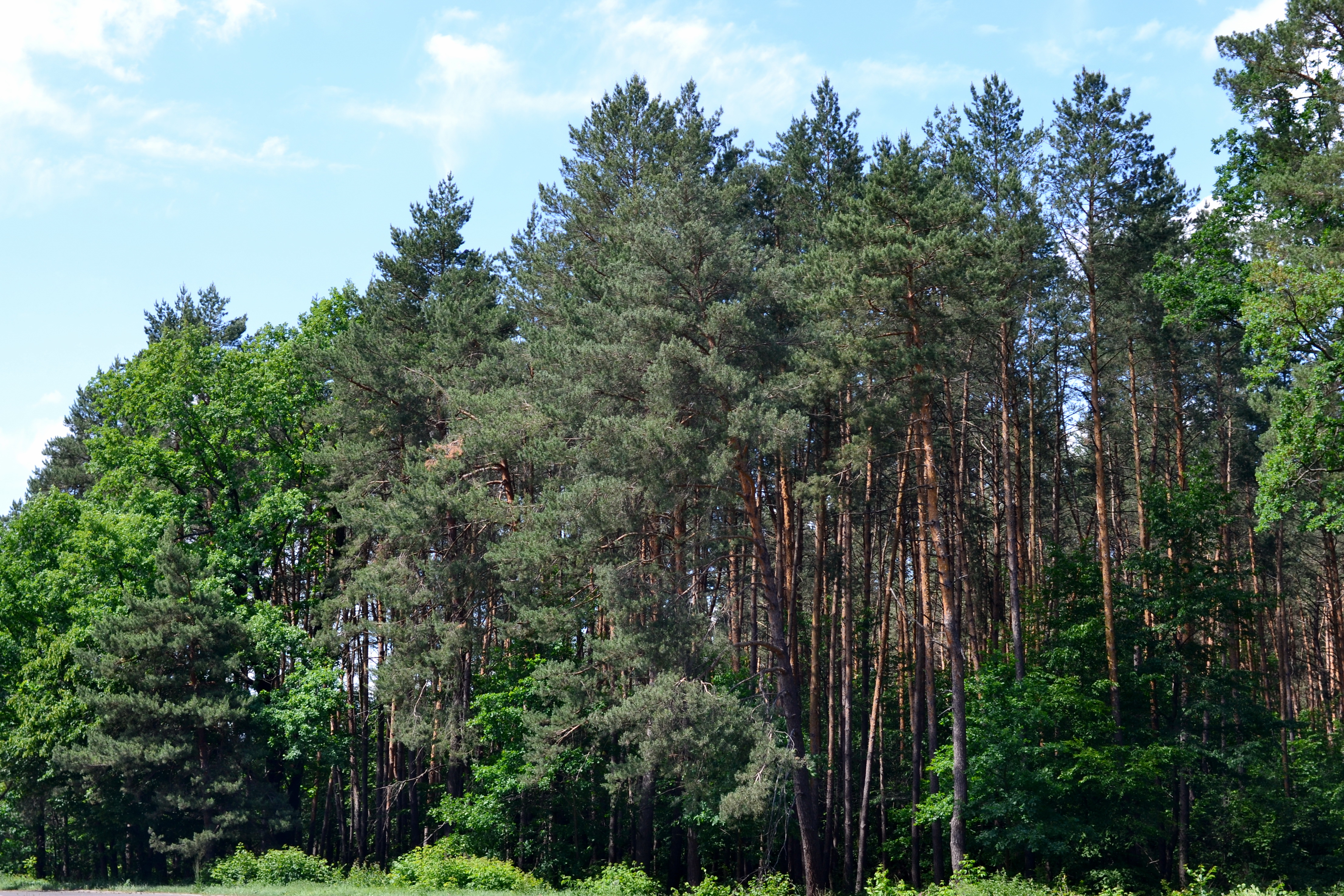
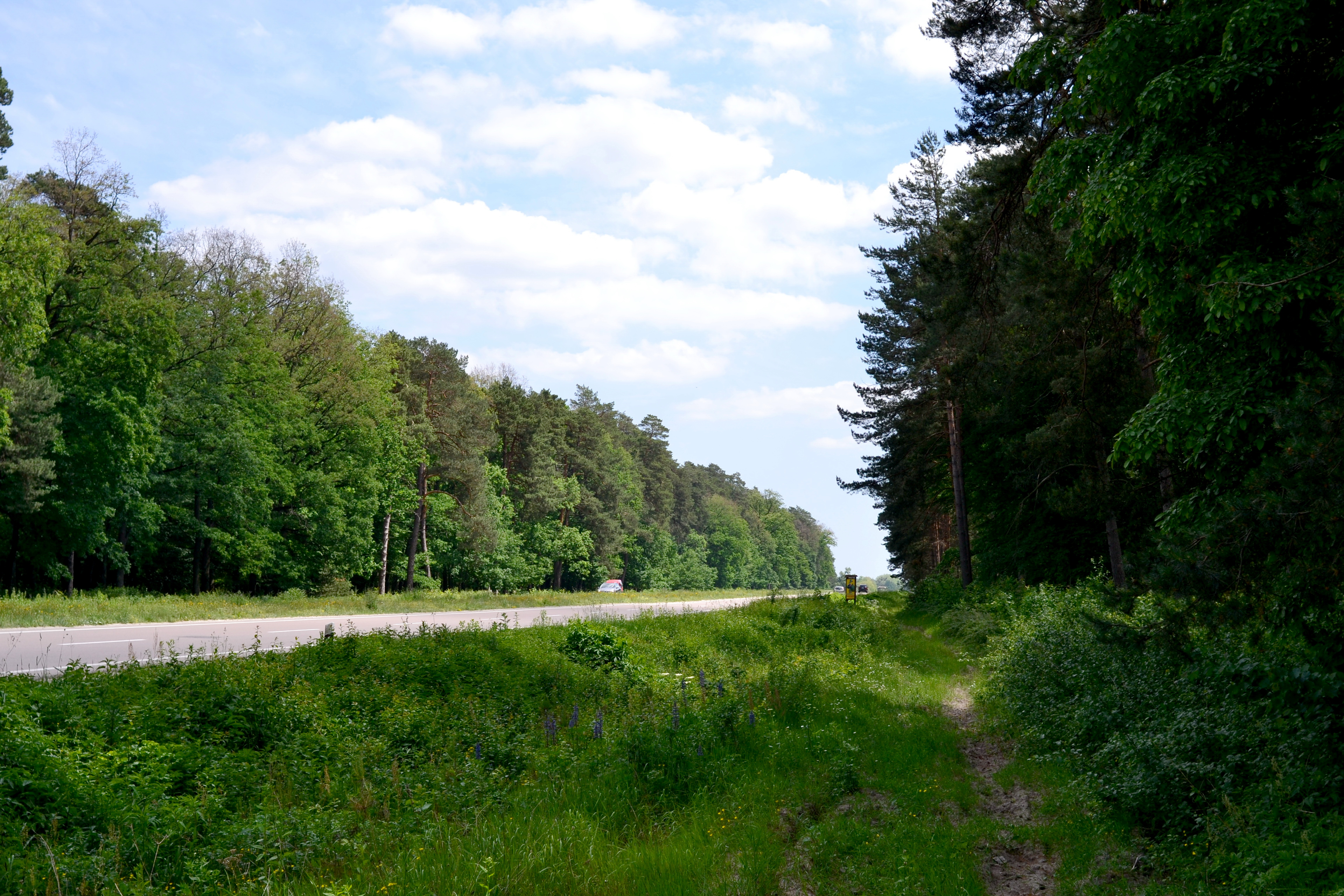